# ديفيد لايت
ديفيد لايت (بالإنجليزية: David Light) (13 نوفمبر 1991 في نيوزيلندا - ) هو ملاكم نيوزلندي، صنّف ضمن فئة وزن ثقيل. شارك في دورة ألعاب الكومنولث 2014.

## إحصائيات
خاض خلال مسيرته 11 نزالا، فاز في 11 ولم يخسر. فاز بالضربة القاضية في 8 نزالات.

## روابط خارجية
- ديفيد لايت على موقع بوكس ريك (الإنجليزية) (registration required)
- ديفيد لايت على موقع اللجنة الأولمبية النيوزيلندية (الإنجليزية)